# Jane Russell
Ernestine Jane Geraldine Russell (Bemidji, 21 de junho de 1921 – 28 de fevereiro de 2011) foi uma atriz americana e uma dos principais símbolos sexuais de Hollywood nas décadas de 1940 e 1950.
Foi descoberta por Howard Hughes quando trabalhava como recepcionista em um consultório dentário.
Protagonizou Os Homens Preferem as Loiras, junto com Marilyn Monroe.
Jane casou três vezes e adotou três filhos. Seu primeiro marido era o namorado do colégio. Também fundou uma instituição para encaminhar crianças à adoção, o WAIF (World Adoption International Fund).
Em homenagem aos seios da atriz, dois montes foram batizados de Jane Russell's Peaks, no Alasca. Faleceu em 28 de fevereiro de 2011. Encontra-se sepultada no Cemitério Santa Bárbara, Santa Bárbara (Califórnia), Condado de Santa Barbara, Califórnia nos Estados Unidos.

## Filmografia

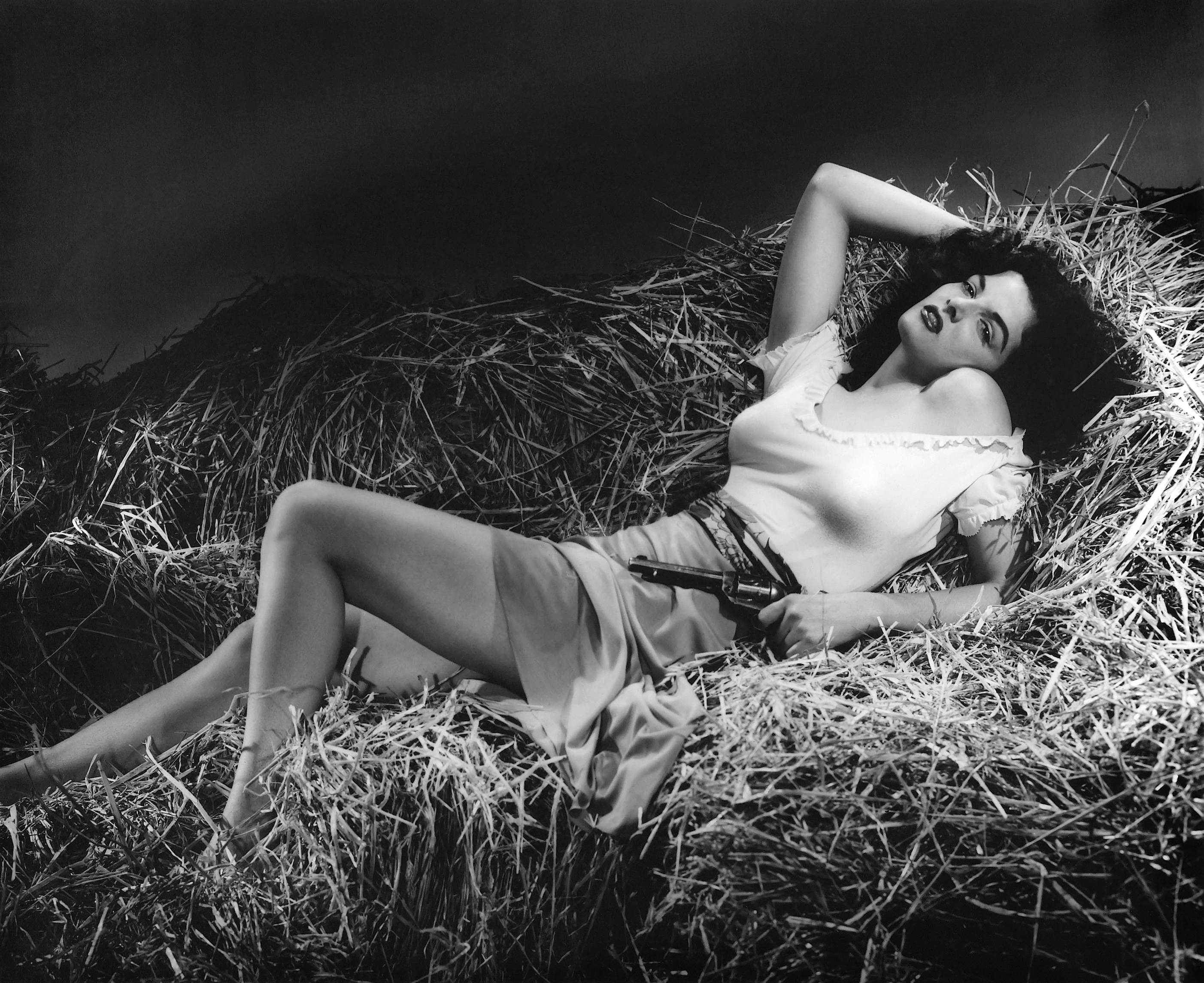
Jane Russell em foto promocional de The Outlaw (1943), seu primeiro filme

- 1943 - The Outlaw (br: O Proscrito)
- 1946 - Young Widow
- 1948 - The Paleface (br: O Valente Treme-Treme)
- 1951 - His Kind of Woman (br: Seu Tipo de Mulher)
- 1951 - Double Dynamite (br: Isto Sim que É Vida)
- 1952 - The Las Vegas Story
- 1952 - Macao
- 1952 - Son of Paleface (br: O Filho do Treme-Treme)
- 1952 - Montana Belle
- 1952 - Road to Bali (cameo)
- 1953 - Gentlemen Prefer Blondes (br: Os Homens Preferem as Loiras)
- 1954 - The French Line
- 1955 - Underwater! (br: Alforje do Diabo)
- 1955 - Foxfire
- 1955 - The Tall Men (br: Nas Garras da Ambição)
- 1955 - Gentlemen Marry Brunettes (br: Eles Casam com as Morenas)
- 1956 - Hot Blood (br: Sangue Ardente)
- 1965 - The Revolt of Mamie Stover (br: A Descarada)
- 1957 - The Fuzzy Pink Nightgown
- 1964 - Fate Is the Hunter (br: O Destino É o Caçador)
- 1966 - Johnny Reno
- 1966 - Waco
- 1967 - The Born Losers (br: Nascidos para Perder)
- 1970 - Darker Than Amber (br: A Morte Não Marca Hora)
- 2007 - Hollywood on Fire (documentário)